# 警聲百二秒
《警聲百二秒》（英文：Alarm sound for 12 seconds ），是香港無綫電視與香港警務處警察公共關係科於2022年11月20日起逢星期日晚上7時半聯合製作的間場節目，以及警隊社交媒體重播。

## 外部連結
- 警聲百二秒 | 專題節目 | 無綫新聞TVB News （页面存档备份，存于）
- YouTube上的分集內容